# 唐纳斯巴赫
唐纳斯巴赫是奥地利施蒂利亚州利岑县的一个市镇。总面积63.35平方公里，总人口1135人，人口密度17.9人/平方公里（2005年）。